# Гари (Крушевац)
Гари је насељено место града Крушевца у Расинском округу. Према попису из 2022. има 460 становника (према попису из 2011. било је 540 становника).

## Демографија
У насељу Гари живи 404 пунолетна становника, а просечна старост становништва износи 38,5 година (39,5 код мушкараца и 37,7 код жена). У насељу има 155 домаћинстава, а просечан број чланова по домаћинству је 3,45.
Ово насеље је великим делом насељено Србима (према попису из 2002. године).
|  |

| Демографија | Демографија | Демографија |
| Година      | Становника  | Становника  |
| ----------- | ----------- | ----------- |
| 1948.       | 589         |             |
| 1953.       | 615         |             |
| 1961.       | 589         |             |
| 1971.       | 540         |             |
| 1981.       | 520         |             |
| 1991.       | 545         | 545         |
| 2002.       | 535         | 535         |
| 2011.       | 540         |             |
| 2022.       | 460         |             |

| Етнички састав према попису из 2002.‍ | Етнички састав према попису из 2002.‍ | Етнички састав према попису из 2002.‍ | Етнички састав према попису из 2002.‍ | Етнички састав према попису из 2002.‍ |
| ------------------------------------ | ------------------------------------ | ------------------------------------ | ------------------------------------ | ------------------------------------ |
|                                      |                                      |                                      |                                      |                                      |
| Срби                                 | Срби                                 |                                      | 533                                  | 99,62%                               |
| Словенци                             | Словенци                             |                                      | 1                                    | 0,18%                                |
| непознато                            | непознато                            |                                      | 1                                    | 0,18%                                |

| Година пописа     | 1948. | 1953. | 1961. | 1971. | 1981. | 1991. | 2002. |
| ----------------- | ----- | ----- | ----- | ----- | ----- | ----- | ----- |
| Број домаћинстава | 116   | 118   | 135   | 143   | 157   | 151   | 155   |

| Број чланова      | 1  | 2  | 3  | 4  | 5  | 6  | 7 | 8 | 9 | 10 и више | Просек |
| ----------------- | -- | -- | -- | -- | -- | -- | - | - | - | --------- | ------ |
| Број домаћинстава | 25 | 31 | 23 | 40 | 16 | 10 | 6 | 0 | 3 | 1         | 3,45   |

| Пол    | Укупно | Неожењен/Неудата | Ожењен/Удата | Удовац/Удовица | Разведен/Разведена | Непознато |
| ------ | ------ | ---------------- | ------------ | -------------- | ------------------ | --------- |
| Мушки  | 207    | 46               | 133          | 12             | 16                 | 0         |
| Женски | 219    | 36               | 140          | 32             | 11                 | 0         |
| УКУПНО | 426    | 82               | 273          | 44             | 27                 | 0         |

| Пол    | Укупно                    | Пољопривреда, лов и шумарство | Рибарство                            | Вађење руде и камена | Прерађивачка индустрија       |
| ------ | ------------------------- | ----------------------------- | ------------------------------------ | -------------------- | ----------------------------- |
| Мушки  | 121                       | 13                            | 0                                    | 4                    | 57                            |
| Женски | 58                        | 18                            | 0                                    | 0                    | 16                            |
| УКУПНО | 179                       | 31                            | 0                                    | 4                    | 73                            |
| Пол    | Производња и снабдевање   | Грађевинарство                | Трговина                             | Хотели и ресторани   | Саобраћај, складиштење и везе |
| Мушки  | 3                         | 3                             | 18                                   | 3                    | 4                             |
| Женски | 0                         | 1                             | 7                                    | 2                    | 0                             |
| УКУПНО | 3                         | 4                             | 25                                   | 5                    | 4                             |
| Пол    | Финансијско посредовање   | Некретнине                    | Државна управа и одбрана             | Образовање           | Здравствени и социјални рад   |
| Мушки  | 1                         | 0                             | 2                                    | 2                    | 4                             |
| Женски | 1                         | 2                             | 0                                    | 3                    | 7                             |
| УКУПНО | 2                         | 2                             | 2                                    | 5                    | 11                            |
| Пол    | Остале услужне активности | Приватна домаћинства          | Екстериторијалне организације и тела | Непознато            | Непознато                     |
| Мушки  | 3                         | 0                             | 0                                    | 4                    | 4                             |
| Женски | 1                         | 0                             | 0                                    | 0                    | 0                             |
| УКУПНО | 4                         | 0                             | 0                                    | 4                    | 4                             |